# Драгољуб Миловановић Бена
Драгољуб Миловановић Бена (Крагујевац, 1895 — Крагујевац, 21. октобар 1941) био је српски адвокат и политичар.

## Биографија
Једна улица у Крагујевцу носи његово име.